# 65-ös főút
65-ös főút (ungarisch für ‚Hauptstraße 65‘) ist eine ungarische Hauptstraße. Sie zweigt 3 km nordwestlich von Szekszárd von der 6-os főút ab und führt in nordwestlicher Richtung über Hőgyész (deutsch: Hedjeß) nach Tamási (deutsch: Tammasching), wo sie die 61-es főútkreuzt, und führt weiter über Iregszemcse und Ságvár nach dem am Südufer des Balaton (Plattensee) gelegenen Siófok, wo sie an der 7-es főút endet. Südlich von Siófok quert sie die Autobahn Autópálya M7 (Europastraße 71).
Die Gesamtlänge der Straße beträgt 84,5 Kilometer.